# José Marí
José María Romero Poyón (Sevilla, 10 december 1978), voetbalnaam José Mari, is een Spaans voormalig profvoetballer die als aanvaller speelde. Tussen 2001 en 2003 kwam hij vier keer uit voor het Spaans voetbalelftal.

## Clubvoetbal
José Mari begon als voetballer in de jeugd van Sevilla FC. In 1997 werd hij gecontracteerd door Atlético Madrid. In januari 2000 vertrok José Mari naar het Italiaanse AC Milan, daar wist hij nooit een vaste waarde te worden. In 2002 keerde de aanvaller op huurbasis terug bij Atlético Madrid. José Mari was destijds een van de vijf spelers die deze overstap maakte, naast Demetrio Albertini, Cosmin Contra, Javi Moreno en Fabricio Coloccini.
Villarreal CF kocht hem in 2003 van AC Milan en José Mari had bij deze club een belangrijk aandeel in het behalen van de derde plaats in de Primera División in het seizoen 2004/2005 en de halve finale van de UEFA Champions League in 2006.
Hij verruilde in juni 2010 Gimnàstic de Tarragona voor Xerez CD waar hij zijn loopbaan in 2013 besloot.

### Statistieken
| seizoen    | club            | land            | competitie       | duels | goals |
| ---------- | --------------- | --------------- | ---------------- | ----- | ----- |
| 1997/98    | Atlético Madrid | Vlag van Spanje | Primera División | 35    | 9     |
| 1998/99    | Atlético Madrid | Vlag van Spanje | Primera División | 37    | 9     |
| 1999/00    | Atlético Madrid | Vlag van Spanje | Primera División | 12    | 2     |
| 1999/00    | AC Milan        | Vlag van Italië | Serie A          | 15    | 1     |
| 2000/01    | AC Milan        | Vlag van Italië | Serie A          | 21    | 2     |
| 2001/02    | AC Milan        | Vlag van Italië | Serie A          | 16    | 2     |
| 2002/03    | Atlético Madrid | Vlag van Spanje | Primera División | 31    | 6     |
| 2003/04    | Villarreal CF   | Vlag van Spanje | Primera División | 32    | 6     |
| 2004/05    | Villarreal CF   | Vlag van Spanje | Primera División | 30    | 4     |
| 2005/06    | Villarreal CF   | Vlag van Spanje | Primera División | 32    | 5     |
| 2006/07    | Villarreal CF   | Vlag van Spanje | Primera División | 19    | 0     |
| 2007/08    | Real Betis      | Vlag van Spanje | Primera División | 13    | 0     |
| Bijgewerkt | 13-05-2008      |                 |                  |       |       |

## Nationaal elftal
José Mari won in 2000 de zilveren medaille op de Olympische Spelen van Sydney. Spanje verloor in de finale na strafschoppen van Kameroen. José Mari maakte op dit toernooi drie doelpunten: hij was trefzeker tegen Zuid-Korea en Marokko in de groepsfase en de Verenigde Staten in de halve finales. De aanvaller kreeg in de finale de rode kaart. José Mari speelde vier interlands voor het Spaans nationaal elftal. Hij debuteerde op 25 april 2001 tegen Japan. Daarna speelde José Mari nog tegen Bulgarije op 20 november 2002, Duitsland op 12 februari 2003 en Ecuador op 30 april 2003. Tegen Bulgarije maakte José Mari zijn enige interlanddoelpunt. Het was destijd de winnende treffer (1-0).
1 Aranzubia ·
2 Lacruz ·
3 Capdevila ·
4 Marchena ·
5 Vergara ·
6 Albelda ·
7 Angulo ·
8 Xavi ·
9 José Marí ·
10 Gabri ·
11 Ferrón ·
12 Puyol ·
13 Luque ·
14 Amaya ·
15 Ismael ·
16 Velamazán · 
17 Tamudo ·
18 Ortiz ·
19 Dorado ·
20 Ania · 
21 Jesuli ·
22 Láinez ·
Coach: Sáez